# Кириково (Ленинградская область)
Ки́риково — деревня в Потанинском сельском поселении Волховского района Ленинградской области.

## История
Деревня Кирикова упоминается на карте Санкт-Петербургской губернии 1792 года А. М. Вильбрехта.
На карте Санкт-Петербургской губернии Ф. Ф. Шуберта 1834 года обозначена деревня Кирикова и смежно с ней деревня Грабухина.

КИРИКОВА — деревня принадлежит Казённому ведомству, число жителей по ревизии: 78 м. п., 79 ж. п. (1838 год)

Деревня Кирикова из крестьянских 26 дворов отмечена на карте Ф. Ф. Шуберта 1844 года.

КИРИКОВО — деревня господина Каменского и Путятиной, по просёлочной дороге, число дворов — 27, число душ — 167 м. п. (1856 год)

КИРИКОВО — деревня казённая при Ладожском озере, число дворов — 31, число жителей: 68 м. п., 79 ж. п. (1862 год)

Согласно карте из «Исторического атласа Санкт-Петербургской Губернии» 1863 года деревня называлась Кирикова смежно с ней находилась деревня Грабухина.
Согласно епархиальным сведениям 1899 года деревня относилась к приходу церкви Рождества Богородицы Вороновского погоста.
В конце XIX — начале XX века деревня административно относилась к Шахновской волости 3-го стана Новоладожского уезда Санкт-Петербургской губернии.
С 1917 по 1923 год деревня входила в состав Кириковского сельсовета Шахновской волости Новоладожского уезда.
С 1923 года в составе Пашской волости Волховского уезда.
С 1927 года в составе Пашского района. В 1927 году население деревни составляло 104 человека.
По данным 1933 года деревня Кириково являлась административным центром Кириковского сельсовета Пашского района Ленинградской области, в который входили 7 населённых пунктов: деревни Бакланово, Горбухино, Елохово, Захарова, Кириково, Ляхша и Шурягские Караулки, общей численностью населения 877 человек.
По данным 1936 года в состав Кириковского сельсовета входили 7 населённых пунктов, 178 хозяйств и 1 колхоз.

Деревня Кириково на карте 1940 года

С 1955 года в составе Новоладожского района.
В 1958 году население деревни составляло 98 человек.
С 1963 года в составе Волховского района.
По данным 1966 и 1973 годов деревня Кириково также входила в состав Кириковского сельсовета Волховского района и являлась его административным центром.
По данным 1990 года деревня деревня Кириково входила в состав Потанинского сельсовета.
В 1997 году в деревне Кириково Потанинской волости проживали 40 человек, в 2002 году — 39 человек (русские — 97 %).
В 2007 году в деревне Кириково Потанинского СП — 31.

## География
Деревня расположена в северо-восточной части района на автодороге 41К-384 (Шахново — Вороново — Кириково).
Расстояние до административного центра поселения — 15 км. Расстояние до районного центра — 65 км.
Расстояние до ближайшей железнодорожной станции Юги — 20 км.
Деревня находится на берегу Ладожского озера на мысе Шурягский Нос.

## Демография
| 1862 | 2002 | 2007 | 2010 | 2017 |
| ---- | ---- | ---- | ---- | ---- |
| 147  | ↘39  | ↘31  | ↗33  | ↘29  |

### Национальный состав
Согласно данным Всероссийской переписи населения 2021 года в деревне проживали 23 человека, из них русские — 22, эстонцы — 1 человек.

## Улицы
Озёрная.